# Mary Krebs-Brenning

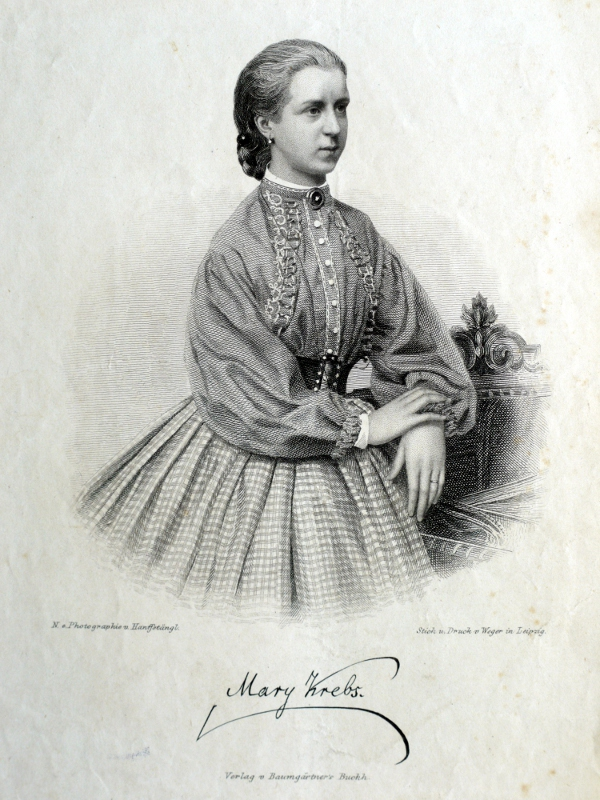
Mary Krebs-Brenning

Mary Krebs-Brenning, född 5 december 1851 i Dresden, död där 27 juni 1900, var en tysk pianist. Hon var dotter till Carl August Krebs och Aloyse Krebs-Michalesi.
Krebs-Brenning, som var elev till fadern, debuterade redan 1865 i Gewandhaus i Leipzig och blev en framstående virtuos. Hon var under många år fast engagerad i London, samtidigt som hon företog omfattande konstresor i både  Europa och USA.